# Gaius Iulius Rogatianus

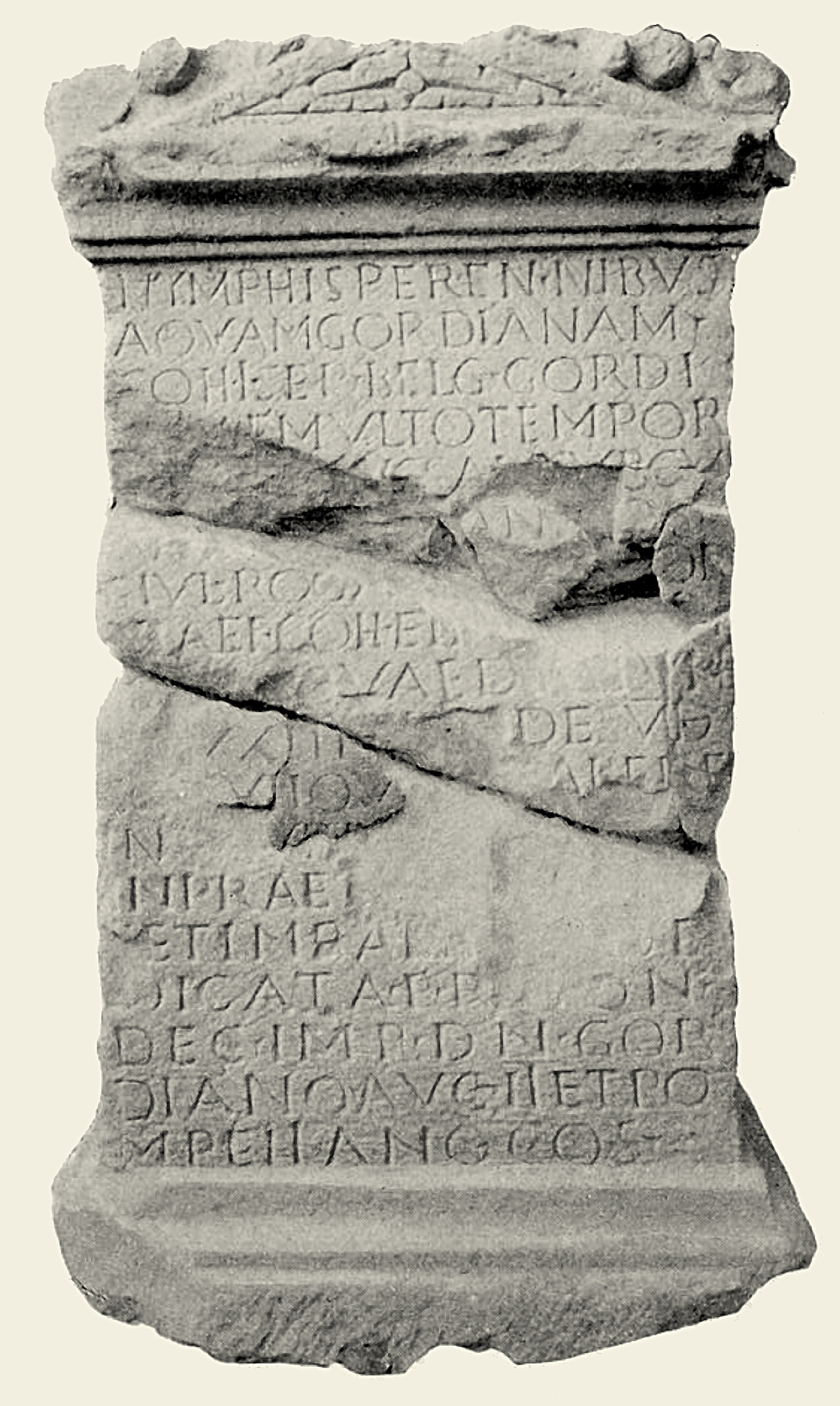
Die Inschrift

Gaius Iulius Rogatianus war ein im 3. Jahrhundert n. Chr. lebender Angehöriger des römischen Ritterstandes (Eques).
Durch eine Inschrift, die beim Kastell Öhringen-West gefunden wurde und die auf den 4. Dezember 241 datiert ist, ist belegt, dass Rogatianus Kommandeur (Präfekt) der Cohors I Septimia Belgarum Gordiana war, die zu diesem Zeitpunkt in der Provinz Germania superior stationiert war.